# Wody przypowierzchniowe

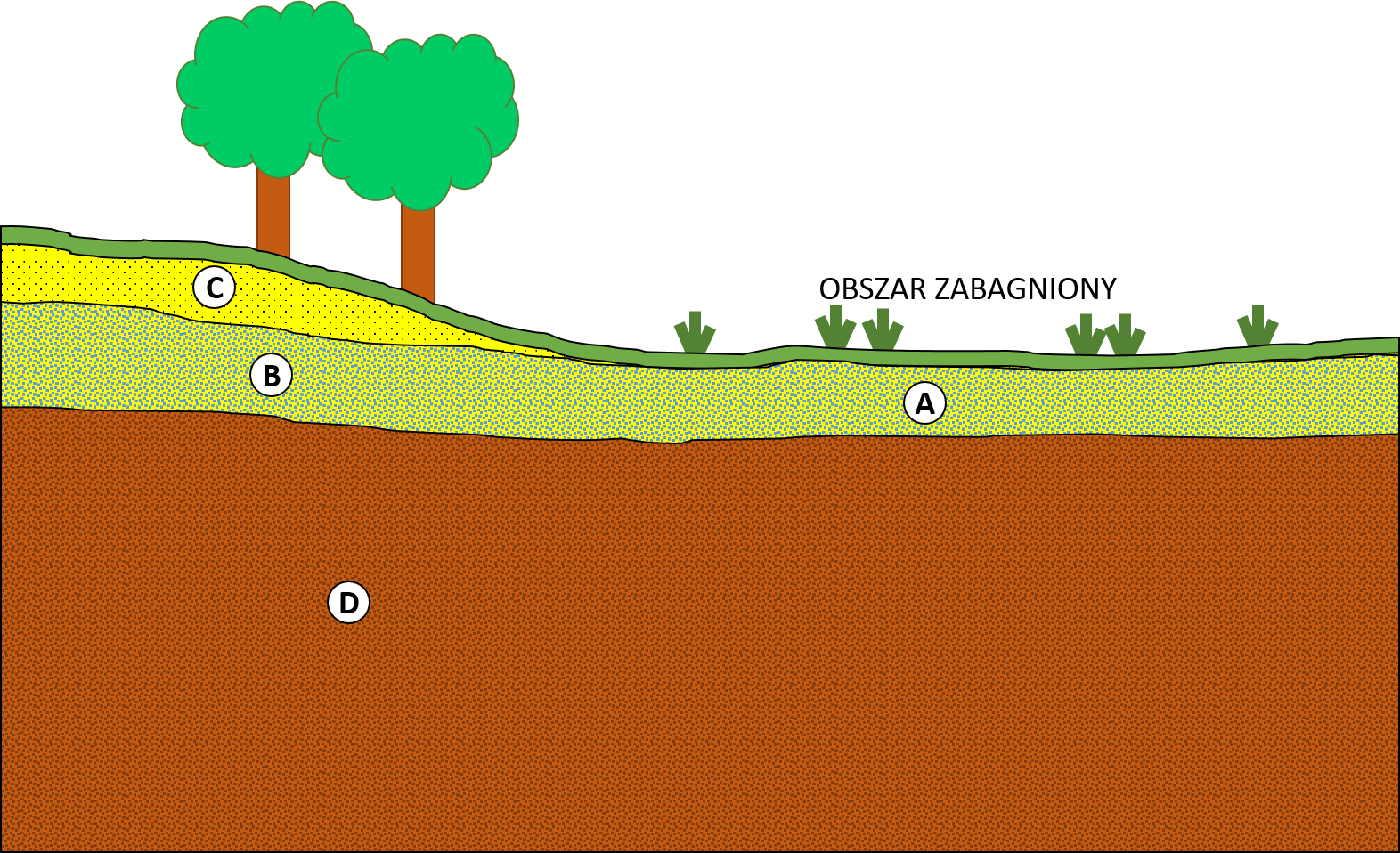
A – wody przypowierzchniowe; B – wody gruntowe; C – strefa aeracji wód gruntowych; D – utwory nieprzepuszczalne.

Wody przypowierzchniowe, wody hipodermiczne – wody podziemne występujące tuż pod powierzchnią Ziemi.
Zwierciadło wód przypowierzchniowych znajduje się do kilkudziesięciu centymetrów od powierzchni gruntu. Strefa aeracji często nie występuje, a jeżeli się pojawia to jest znacznie ograniczona. Wody te często nie tworzą ciągłego poziomu wodonośnego. Gromadzą się w zagłębieniach terenu, na terasach zalewowych lub w strefie przybrzeżnej jezior. Lokalnie mogą tworzyć zabagnienia. 
Wody przypowierzchniowe są silnie zależne od warunków pogodowych – opadów (są zasilane głównie przez wody opadowe) i temperatury (intensywnie odparowują). Charakteryzuje je duże zanieczyszczenie organiczne.